# Bronx városnegyedeinek listája
A lap Bronx városnegyedeit listázza, Bronx egyike New York öt nagy kerületének.

## Nyugat Bronx

### Északnyugat Bronx
- Riverdale
  - Fieldston
  - Spuyten Duyvil / South Riverdale
  - Central Riverdale
  - North Riverdale
- Kingsbridge
  - Kingsbridge Heights
  - Van Cortlandt Village
- Marble Hill (Manhattan része, de gyakran emlegetik Bronx negyedeként.)
- Woodlawn (más néven Woodlawn Heights)
- Norwood (régebben Bainbridge)
- Bedford Park
- Fordham
  - Belmont (Arthur Avenue)
- University Heights

### Dél Bronx(Délnyugat Bronx)
- Downtown Bronx (Courthouse/Yankee Stadium area)
  - Concourse Village†
- Mott Haven
  - Port Morris
  - North New York (nem létezik már)
- Melrose
- Morrisania
  - East Morrisania
  - Crotona Park East
- Hunts Point
  - Longwood
- Highbridge
- Morris Heights
- Mount Eden
- Tremont / East Tremont
  - Mount Hope

## Kelet Bronx

### Északkelet Bronx
- Wakefield
- Williamsbridge
  - Allerton
  - Olinville
- Edenwald
- Eastchester
- Baychester
  - Co-op City†
  - Bronxdale
- Pelham Parkway
- Pelham Gardens
- City Island

### Délkelet Bronx
- Morris Park
  - Indian Village
- Van Nest
- Westchester Heights
- Castle Hill
  - Zerega
- Parkchester†
- Pelham Bay
  - Country Club
  - Hunters Island
  - Twin Island
    - Spencer Estates
- Throgs Neck (más néven Throggs Neck)
  - Ferry Point Park
  - Schuylerville
  - Edgewater Park
  - Locust Point Beach
  - Silver Beach
- West Farms
- Soundview
  - Clason Point
  - Bronx River
  - Bruckner

†Nagy léptékű fejlődés

## Szigetek
- Pelham Islands -
  - The Blauzes
  - Chimney Sweeps Islands
  - City Island - az egyetlen lakott terület
  - Hart Island
  - High Island
  - Rat Island
- North Brother Island
- South Brother Island
- Rikers Island – New York börtönének ad helyet